# Seol Ki-hyeon
Seol Ki-hyeon, (koreanska:설기현), född 8 januari 1979 i Jeongseon, Sydkorea, är en sydkoreansk före detta fotbollsspelare. 
Seol är mest känd för ett sent kvitteringsmål i fotbolls-VM 2002 när Sydkorea slog ut Italien ur turneringen.
Hans första klubb i Europa var Royal Antwerp där han spelade ett år innan han gick till RSC Anderlecht. Där spelade han i tre år innan han köptes av Wolverhampton Wanderers säsongen 2004/2005. Den 12 juli 2006 såldes han till Reading,efter att 2008 gå till fulham Efter en säsong i Fulham lånades han 2009 ut till Al-hilal, en saudisk klubb.